# Callichroma onorei
Callichroma onorei é uma espécie de coleóptero da tribo Callichromatini (Cerambycinae); com distribuição restrita ao Equador.